# Rosengarten im Großen Tiergarten

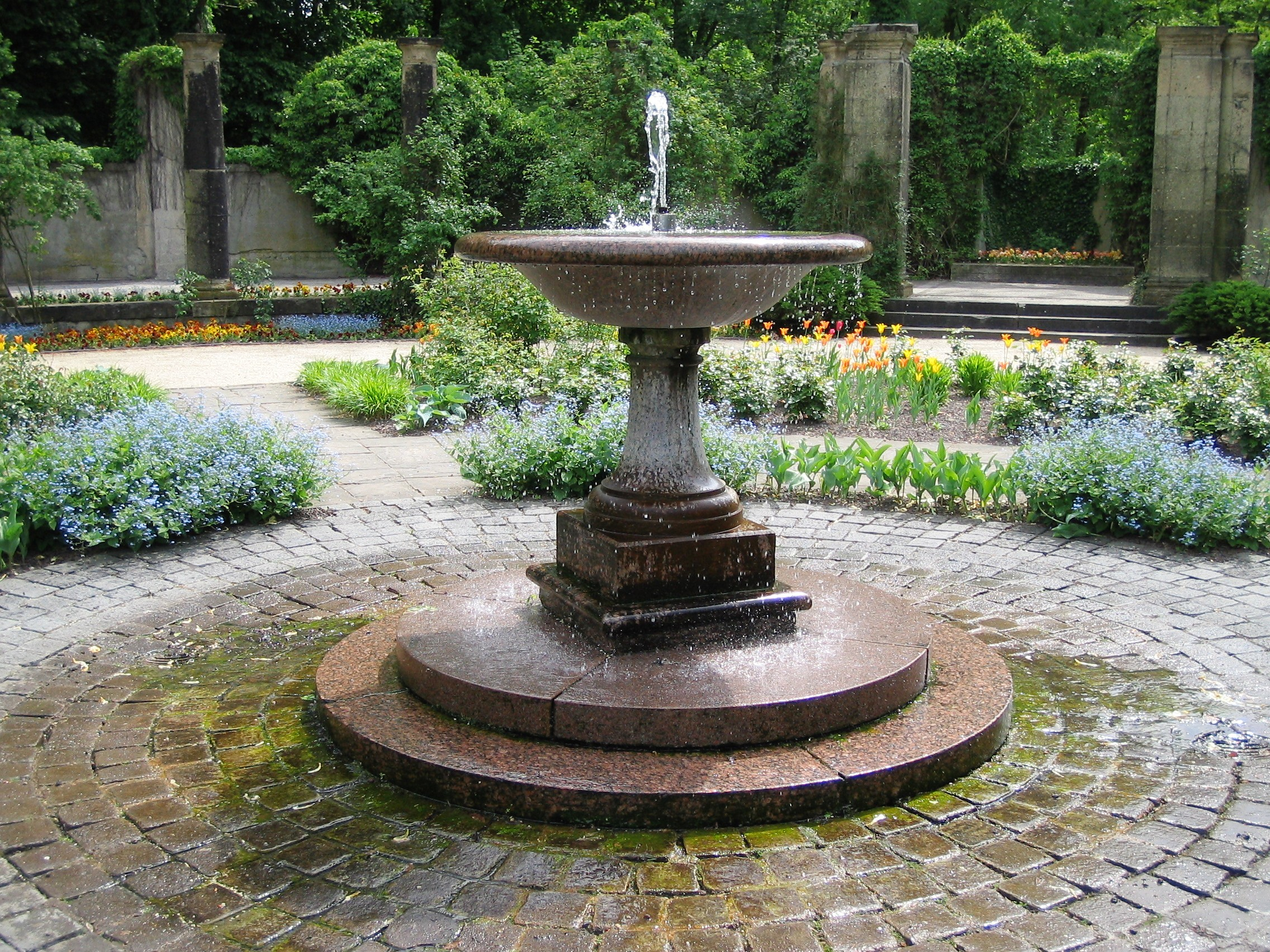
Brunnen im Rosengarten im Berliner Tiergarten

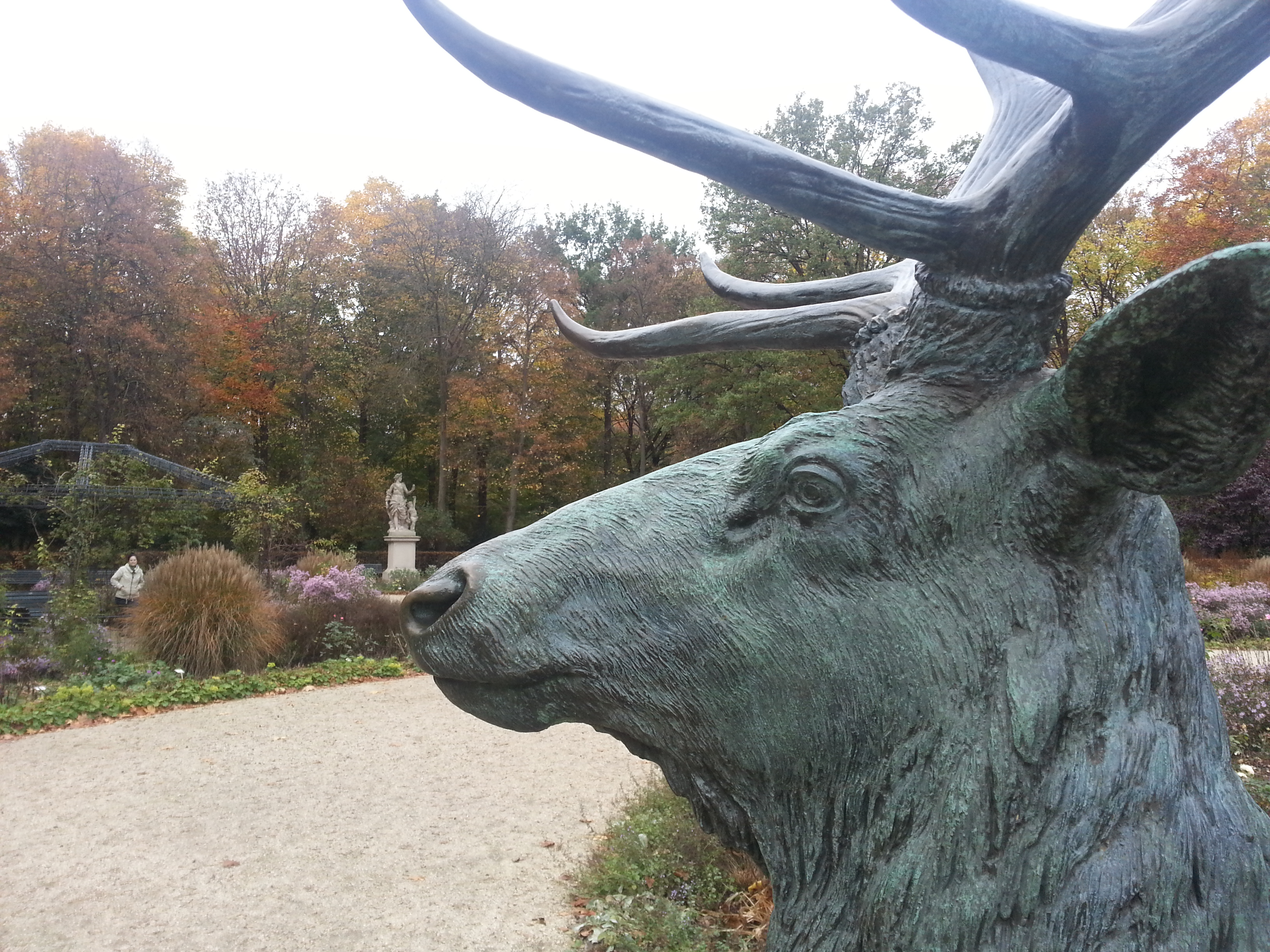
Kopf einer Hirsch-Statue im Rosengarten

Der Rosengarten ist eine Gartenanlage im Großen Tiergarten in Berlin.

## Geschichte
Der Rosengarten wurde 1909 vom Rosenzüchter Peter Lambert angelegt. Wie viele andere Denkmäler im Großen Tiergarten, fiel auch der Rosengarten den schweren Kämpfen in Berlin während des Zweiten Weltkriegs zum Opfer. Er wurde 1974 in verkleinerter Form wiederhergestellt und erlebte in den folgenden Jahrzehnten einen „Dornröschenschlaf“.
Von 2003 bis 2005 wurde die Anlage umfassend für 250.000 Euro restauriert und wiederhergestellt.